# FC Boreham Wood
Der FC Boreham Wood (offiziell: Boreham Wood Football Club) – auch bekannt als The Wood – ist ein Fußballverein aus der englischen Kleinstadt Borehamwood, Hertfordshire. Der 1948 gegründete Verein spielte bis 1974 in Amateurligen, anschließend für über 30 Jahre in der Isthmian League. Von 2015 bis 2024 spielte der Verein in der National League, der höchsten Spielklasse im Non-League football.

## Geschichte
In Borehamwood soll bereits in der 1880ern ein Team namens Tunnel United bestanden haben, nach dem Ersten Weltkrieg trat erstmals eine Mannschaft namens Boreham Rovers in Erscheinung. Der Klub löste sich 1939 mit Ausbruch des Zweiten Weltkriegs wieder auf. Während des Zweiten Weltkriegs bestand eine U18-Mannschaft unter dem Namen Boreham Wood Swifts, die sich 1946 wieder auflöste, als ein Großteil der Spieler zum Militärdienst einberufen wurde. Nach dem Ende der Kampfhandlungen wurden die Boreham Rovers zur Saison 1946/47 neugegründet, 1947 benannte sich der Verein in Boreham Wood um, 1948 fusionierte man mit den Royal Retournez, einer Mannschaft, die sich aus Kriegsrückkehrern gebildet hatte, was auch als offizielles Gründungsdatum des aktuellen Vereins gilt.
Boreham Wood spielte zunächst in der lokalen Mid-Herts League, ab 1952 spielte man nacheinander in der Parthenon League, Spartan League und Athenian League, allesamt Amateurligen. In der Saison 1973/74 wurde der Klub Meister der Athenian League und erreichte erstmals die erste Hauptrunde des FA Cups. Nach der Aufhebung der Trennung von Profis und Amateuren, trat man 1974 der Isthmian League bei, in der man bis 2004 spielte, als man für zwei Jahre aus geografischen Gründen der Southern League zugeordnet wurde. 2006 stieg man als Meister der achtklassigen Eastern Division der Southern League in die Premier Division der Isthmian League auf, 2010 gelang dort als Tabellenvierter über die Play-offs (2:0-Finalsieg über den FC Kingstonian) der Aufstieg in die sechstklassigen Conference South. Dort hielt man sich die folgenden Spielzeiten im Tabellenmittelfeld, 2015 erreichte man als Tabellenzweiter die Play-offs, in denen man den FC Whitehawk mit 2:1 im Finale besiegte und in die National League aufstieg. 2018 stand Boreham Wood als Tabellenvierter des Endklassements in den Aufstiegs-Play-offs, setzte sich zunächst gegen den AFC Fylde und Sutton United durch, unterlag aber im Finale im Wembley-Stadion den Tranmere Rovers mit 1:2, obwohl man nach einem Platzverweis in der 1. Spielminute die gesamte Partie in Überzahl bestritt. Ebenfalls erfolgreich war man im FA Cup 2017/18, in dem man zum dritten Mal nach 1996/97 und 1997/98 die zweite Hauptrunde erreichte.
Im FA Cup 2021/22 stieß Boreham Wood nach Siegen unter anderem gegen die klassenhöheren AFC Wimbledon und AFC Bournemouth in die fünfte Runde vor. Dort schied der Klub durch ein 0:2 beim FC Everton aus dem Wettbewerb aus.

## Erfolge
- Sieger der Play-offs der Conference South: 2014/15
- Sieger der Play-offs der Isthmian League Premier Division: 2009/10
- Meister der Isthmian League Division One: 1994/95, 2000/01
- Meister der Isthmian League Division Two: 1976/77
- Meister der Southern League Division One East: 2005/06
- Meister der Athenian League Division One: 1973/74
- Meister der Athenian League Division Two: 1968/69
- Sieger des League Cups der Isthmian League: 1996/97
- Sieger des Herts Senior Cups: 1971/72, 1998/99, 2001/02, 2007/08, 2013/14, 2017/18
- Sieger des Herts Charity Cups: 1980/81, 1983/84, 1985/86,1988/89, 1989/90
- Sieger des London Challenge Cups: 1997/98

## Ligazugehörigkeit
- 1948–1952: Mid-Herts League
- 1952–1957: Parthenon League
- 1957–1966: Spartan League
- 1966–1974: Athenian League
- 1974–2004: Isthmian League
- 2004–2006: Southern Football League
- 2006–2010: Isthmian League
- 2010–2015: Conference South
- 2015–2024: National League
- 2024–2025: National League South
- seit 2025: National League